# Bomba de dispersió

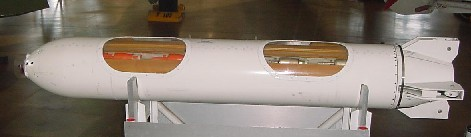
Una bomba de dispersió CBU Mark 20 «Rockeye II»

Una bomba de dispersió o bomba clúster (de l'anglès: cluster bomb) és una bomba de caiguda lliure, o dirigida, llançada des de l'aire o des de la superfície, que en assolir una alçada concreta, mesurada per un altímetre, s'obre deixant caure centenars de submunicions o petites bombes de diversos tipus, d'alt poder explosiu, antitancs, antipersones, perforants, incendiàries, etc.
Les municions en raïm estan prohibides per a aquelles nacions que van ratificar la Convenció sobre Municions en Raïm, adoptada a Dublín, Irlanda, el maig de 2008. La Convenció va entrar en vigor i es va convertir en dret internacional vinculant en ratificar els estats l'1 d'agost de 2010, sis mesos després d'haver estat ratificat per 30 estats. Al 10 de febrer del 2022, un total de 123 estats s'han adherit a la Convenció, com 110 partits d'estats i 13 signataris.

## Desenvolupament
Aquest tipus de municions es troben en els arsenals de la majoria dels exèrcits. Alguns governs i organitzacions civils, com Greenpeace, van concertar el maig de 2008 un acord on es prohibeix l'ús de bombes de dispersió, realitzat a Dublín per més de cent països, esperant aconseguir deposar la tendència dels països no signants, com els Estats Units, per respectar la prohibició d'aquestes terribles armes explosives, la Convenció sobre Bombes de Dispersió disposa que cada Estat signant «es comprometi a no utilitzar aquestes armes, sota cap circumstància».
A causa de la seva amplitud i al gran nombre de submunicions, fins a 300, aquesta arma és usada per atacar objectius militars dispersos, com concentracions de tropes, columnes de blindats, o per negar l'ús d'una zona o instal·lacions com el cas d'aeròdroms. Però també a causa d'aquestes característiques, sovint fereix i mata a civils, especialment quan és usada en zones urbanes.

## Funcionament
Mentre la bomba cau, les aletes de la cua de la bomba comencen a girar a sis velocitats de gir diferents. La bomba està programada per obrir-se a 10 altituds diferents, entre els 900 i els 90 metres. La combinació entre altura i velocitat determinen l'àrea que cobriran les submunicions quan s'obri l'artefacte (aquesta manera és exclusiva d'un tipus de bomba, la CBU-97, les altres bombes com les CBU250 o CBU500 només dispersen en funció de l'alçada a la qual s'obre el contenidor).

### Dispersió
Les 202 submunicions són cilindres grocs de la mida d'una llauna de refresc 20 cm d'alçada per 6 de diàmetre. A mesura que cauen, els cilindres despleguen les aletes per estabilitzar el descens i assegurar que facin impacte "de punta".
Una submunició també pot contenir:
- Una càrrega explosiva per perforar blindatges.
- Un cartutx amb aproximadament 300 fragments de metralla ordenats en línies precises.
- Un anell incendiari de zirconi per iniciar incendis.

### Àrea d'impacte
L'àrea coberta per les submunicions depèn de la velocitat i l'alçada a què s'obre el dispositiu. Generalment, poden assolir una dispersió en un radi d'entre 200 i 400 metres.

### Impacte amb el terra
Quan exploten, les submunicions causen danys greus incloent ferits en un ampli radi. La càrrega explosiva pot perforar un blindatge de fins a 17 cm de gruix. Contra objectes no protegits, el dany causat per l'impacte pot ser molt més gran.
Hi ha bombes de dispersió amb municions cercadores de calor, que es dirigeixen directament cap als vehicles. Altres són utilitzades en camps minats per detonar els artefactes i aclarir el camí.

## Els efectes de les bombes de dispersió en la població civil

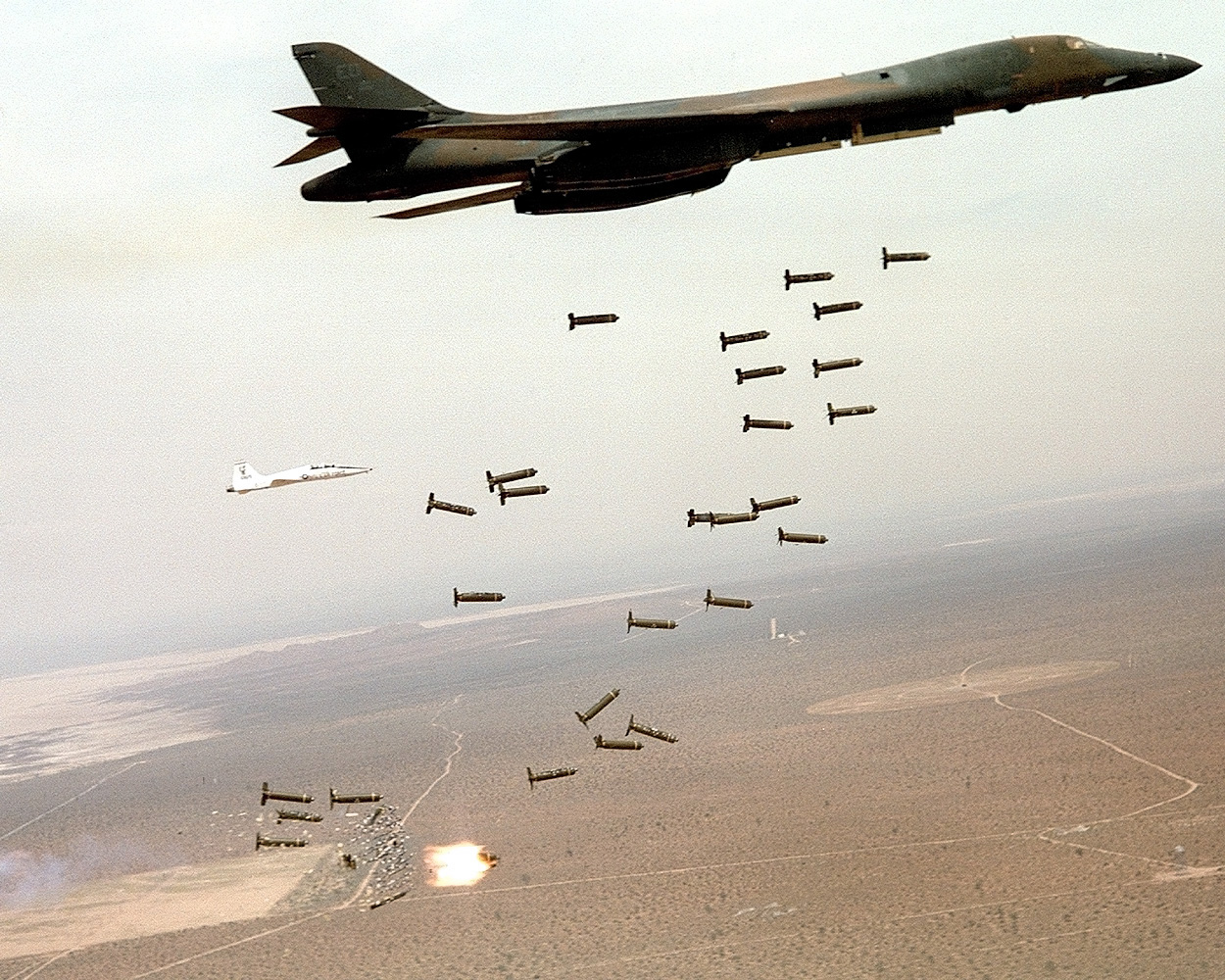
Un B-1 Lancer nord-americà saturant una àrea amb munició de dispersió

Les submunicions escampades poden quedar bombes enterrades sense explotar sent perilloses temps després d'acabada la guerra, especialment als nens per les seves formes cridaneres, com pilotetes de tenis o llaunes de refrescos. Diversos països han utilitzat aquest tipus d'arma en conflictes diferents tot i causar problemes molt seriosos amb el dret humanitari internacional. Rússia les va fer servir a Txetxènia, el Regne Unit les va usar a Kosovo i a Iraq, Israel va usar-les en la Guerra del Líban de 2006 i en la Franja de Gaza en 2009, els Estats Units van utilitzar aquestes bombes a l'Afganistan, a Kosovo, a Laos i a l'Iraq, entre altres països. A l'Iraq s'estima que entre els Estats Units i el Regne Unit es van llançar prop d'un milió de bombes. A Laos hi ha moltes bombes de dispersió sense esclatar que representen un perill constant per la població civil.
A causa de la pressió internacional, els fabricants d'aquestes armes han desenvolupat importants esforços en els darrers anys per minimitzar els perills de les municions no explotades, incorporant mecanismes d'autodestrucció passat un lapse de temps i augmentant els controls de qualitat per reduir el percentatge de municions defectuoses.

### Al Líban
Amnistia Internacional (AI) ha demanat al Govern Israel que lliuri els mapes detallats amb les coordenades precises de les zones del sud del Líban que les seves forces van llançar les bombes de dispersió en els mesos de juliol i agost de 2006, provocant greus estralls en la població civil d'aquest país.

### Revolució líbia de 2011
L'abril de 2011 la bomba de dispersió MAT-120 va assolir notorietat internacional després que el diari estatunidenc The New York Times publiqués una notícia en què assegurava que Moammar al-Gaddafi estava utilitzant armament d'aquest tipus (fabricat a l'Estat espanyol presumptament per l'empresa Instalaza) contra població civil durant la Revolució de Líbia de 2011

## Àrees amb importants submunicions de bombes de dispersió sense esclatar
- Afganistan
- Indoxina, especialment a Laos i l'antiga zona desmilitaritzada central del Vietnam.
- Iraq
- Líban
- Alt Karabakh
- Sèrbia

## Tractats internacionals
Altres armes, com les mines, han estat prohibits en molts països per instruments legals, com el Tractat d'Ottawa i la Convenció en certes armes convencionals. Les bombes de dispersió, però no estan prohibides per cap tractat internacional, i són considerades legítimes per alguns governs. Deliberacions governamentals internacionals en la Convenció en certes armes convencionals han tornat a posar en la taula de la discussió el tema dels explosius romanents post bèl·lics, un problema al que les bombes de dispersió tenen un important contribució. No obstant això, malgrat els anomenats de les organitzacions humanitàries i d'almenys 30 governs, negociacions internacionals no han estat viables per la quantitat d'interessos econòmics en joc.
Contra aquest rerefons, un nou procés multilateral flexible semblant al procés que va conduir a la prohibició mundial de les mines antipersones a 1997 (el Tractat d'Ottawa) es va anunciar el novembre de 2006.
Així la Coalició contra les Bombes de Dispersió, creada el 2003, va iniciar el 2008 una campanya internacional per aturar l'ús, la producció, la transferència i l'emmagatzematge d'aquestes armes. El maig de 2008, més de 109 països signen la Convenció sobre Bombes de Dispersió per prohibir l'ús i la fabricació d'aquest armament. Entre els absents hi havia els grans fabricants i comerciants que són Xile (Creador d'aquesta bomba), Estats Units, Xina, Rússia, Israel, Índia i Pakistan.
Amb la presència de delegats de 14 països, Colòmbia va destruir el dia 24 de novembre de 2009 les últimes 31 bombes tipus dispersió que tenia en el seu poder, complint d'aquesta manera el tractat d'Oslo, L'operació es va realitzar a Vichada, específicament a la base militar de Marandu.
Avui en dia, més de 160 ONG de tot el món s'estan dedicant a l'educació, la investigació, i la pressió a diferents governs per canviar les seves polítiques sobre aquestes armes.

### Convenció d'Oslo
Els gairebé 100 governs que el 3 de desembre de 2008 van signar el Tractat contra les bombes de dispersió es van comprometre en un pas històric. Entre ells hi havia molts dels productors d'aquest tipus d'armament, d'altres que tenen arsenals i alguns que els han fet servir en el passat.
Per part d'Espanya hi ha hagut diversos fets importants. D'una banda, Espanya va signar el Tractat a Oslo, de la mà del ministre d'Afers Estrangers de l'època, Miguel Ángel Moratinos. A més, el 18 de març del 2008 el Congrés el va ratificar, convertint-se en el cinquè país a ratificar-lo. I el mateix dia, el Ministeri de Defensa va anunciar que havia acabat la destrucció dels arsenals de bombes de dispersió de l'exèrcit, amb un total de gairebé 6000 armes desmantellades, convertint Espanya al primer país del món a desmantellar completament tots els seus arsenals de bombes de dispersió.
Amb la presència de delegats de 14 països, Colòmbia va destruir el 24 de novembre de 2009 les últimes 41 bombes de tipus raïm que tenia en el seu poder, complint d'aquesta manera el tractat d'Oslo. L'operació es va realitzar a Vichada, específicament a la base militar de Maranduá.

## Financers
Segons BankTrack, una xarxa internacional de ONG que s'especialitzen en el control d'institucions financeres, molts bancs i altres corporacions financeres financen directament o brinden serveis financers a empreses que produeixen municions en raïm a 2005-2012. Entre altres, informe de BankTrack 2012 s'inclou ABN AMRO, Bank of America, Bank of China, Bank of Tokyo Mitsubishi UFJ, Barclays, BBVA, BNP Paribas, Citigroup, Commerzbank AG, Commonwealth Bank of Australia, Crédit Agricole, Credit Suisse Group, Deutsche Bank, Goldman Sachs, HSBC, Industrial Bank of China, ING Group, JPMorgan Chase, Korea Development Bank, Lloyds TSB, Merrill Lynch, Morgan Stanley, Royal Bank of Canada, Royal Bank of Scotland, Sberbank, Société Générale, UBS, Wells Fargo.
Moltes d'aquestes companyies financeres estan connectades amb productors de municions en dispersió com ara Alliant Techsystems, China Aerospace Science and Technology Corporation, Hanwha, Norinco, Singapore Technologies Engineering, Textron i altres.
Segons Pax Christi, una ONG amb seu als Països Baixos, el 2009, al voltant de 137 institucions financeres van finançar la producció de municions en dispersió. De 137 institucions, 63 tenien la seva seu als EUA, 18 més a la UE (Regne Unit, França, Alemanya, Itàlia, etc.), 16 tenien la seu a la Xina, 4 a Singapur, 3 a cadascun de: Canadà, Japó, Taiwan, 2 a Suïssa i altres 4 països tenien 1 institució financera involucrada.